# OSI model
OSI-model ili referentni model za otvoreno povezivanje sustava je najkorišteniji apstraktni opis arhitekture mreže. Opisuje komunikaciju sklopovlja, programa, software-a i protokola pri mrežnim komunikacijama. Koriste ga proizvođači pri projektiranju mreža, kao i stručnjaci pri proučavanju mreža. OSI model dijeli arhitekturu mreže u sedam logičkih razina, daje popis funkcija, servisa i protokola koji funkcioniraju na svakoj razini.

## Razvoj
Većina servisa i protokola, u kontekstu komunikacijskih mreža, funkcioniraju kao jedinstvena cjelina. Da bi se opisala veza između njih, njihova funkcija u svakom od procesa komunikacije, a isto tako i da bi smo razumjeli sam proces, uvedena je konceptualna skica, tj. referentni model. Još jedan od razloga za uvođenje referentnog modela je da se izvrši standardizacija samih protokola. U samim početcima nastajanja mreža, različite tvrtke su primjenjivale svoja rješenja tako da je komunikacija bila moguća samo između računala u okviru mreže tog istog proizvođača.
Među najvažnije protokolne modele koji su razvile pojedine tvrtke spadaju:
- Arhitektura mrežnih IBM sustava – IBM System Network Architecture (SNA)
- DECnet tvrtke Digital
- Netware tvrtke Novell
- AppleTalk tvrtke Apple
- Prvi razvijeni TCP/IP model

Krajem 1979. godine Međunarodna organizacija za standardizaciju ISO razvila je referentni model OSI da bi se zanemarili ovi problemi, a 1984. godine tiskala je reviziju ovog modela koja je postala međunarodni standard i vodič za umrežavanje.
Naziv otvoreni sustav, dolazi od toga što ga je moguće rabiti ovaj sustav bez naplaćivanja neke licence ili ako se sustavi razvijaju od ovog referentnog sistema ne postoje nikakve pravne prepreke koje bi sprječavalo njihovu prodaju ili rabljenje. Primjerice TCP/IP protokol je tek jedan od primjera otvorenog sustava, ili recimo operacijski sustav Linux.

## Slojevi OSI referentnog sustava
Osi referentni model se sastoji od sedam različitih slojeva, podijeljenih u dvije grupe:
- Prvu grupu čine gornja tri sloja, slojevi aplikacije, prezentacije i sesije. Ona ima ulogu opisivanja procesa komunikacije korisnik-računalo, rad korisnika s aplikacijom i proces komunikacije aplikacija međusobno kao krajnjim točkama.

- Drugu grupu čine četiri donja sloja koja definiraju kako se prenose informacije od jednog do drugog korisnika.

| Br. | Slojevi                                         | Jedinica         | Protokoli                                                                                          |
| --- | ----------------------------------------------- | ---------------- | -------------------------------------------------------------------------------------------------- |
|     |                                                 |                  | |
| 7   | Aplikacija Mrežni procesi vezani za aplikaciju  | Podatak          | HTTP, FTP, TFTP, Telnet, DNS, TLS/SSL, DHCP, POP/SMTP, SSH, IMAP, LDAP, MIME, BitTorrent, IRC, SIP |
| 6   | Prezentacija Enkriptiranje i kodiranje podataka | Podatak          | |
| 5   | Sesija Uspostavljanje sesije krajnjih korisnika | Podatak          | NetBIOS, PAP, CHAP, ADSP, SCP, ASP, SOCKS, ZIP, RPC                                                |
|     |                                                 |                  | |
| 4   | Transport Veza, pouzdanost, transport           | Segment Datagram | TCP, UDP                                                                                           |
| 3   | Mreža Logičko adresiranje i rutiranje           | Paket            | IP, ICMP, ARP, RARP                                                                                |
| 2   | Sloj veze Fizičko adresiranje, pristup medijumu | Frame (Okvir)    | PPP, HDLC, Frame Relay                                                                             |
| 1   | Fizički sloj Prijenos signala                   | Bit              | Token Ring IEEE 802.11                                                                             |
|     |                                                 |                  | |

### 1. Fizički sloj
Definira električka i fizička svojstva mrežnih uređaja (mrežnih adaptera, engleski NIC - network interface card). Definiraju se naponski nivoi, broj iglica na međuspojnicima (odnosno parica u kabelima) ili debljina opleta koaksijalnog kabela. Mrežne kartice (integrirane na matičnoj ploči ili samo utaknute u sabirnicu na matičnoj ploči), mrežni koncentratori (hubovi) i ponavljači (repeateri) su primjeri uređaja na fizičkom sloju OSI-modela.
Fizički sloj određuje električku, mehaničku i funkcijsku specifikaciju za aktiviranje, održavanje i deaktiviranje fizičkih linkova između krajnjih sustava. U fizičkom sloju postoje pojmovi kao što su razine napona, promjene napona u ovisnosti o vremenu, fizičke brzine protoka, maksimalne udaljenosti prijenosa, fizički konektori, te ostale značajke definirani specifikacijama.

### 2. Podatkovni sloj
Brine se za razmjenu podataka između mrežnih uređaja i za otkrivanje/ispravljanje možebitnih grešaka na fizičkom sloju. Uređaji komuniciraju pomoću "tvrdo-kodiranih" adresa (MAC adrese kod Ethernet mrežnih uređaja) i komunikacija na ovoj razini je moguća samo unutar lokalnih mreža. Preklopnici (switchevi) su uređaji koji "rade" na podatkovnom sloju, jer oni čuvaju u memoriji MAC-adrese svih mrežnih uređaja koji su spojeni na njih i kad do njih dođe paket oni pročitaju adresu polaznog i odredišnog uređaja iz zaglavlja te ostvaruju električnu vezu između ta dva uređaja.

### 3. Mrežni sloj
Na Internetu je ogroman broj računala, a mi ih raspoznajemo po njihovim imenima u obliku ime.domena.vršna_domena (npr. hr.wikipedia.org). Naravno, taj sustav je napravljen radi ljudi, i takozvani DNS-posluživači pretvaraju takve upite web preglednika u IP-adrese, po trenutačno važećem IPv4 standardu u adresu tipa x.y.z.q, gdje su x,y,z i q 8-bitni brojevi koji imaju raspon 0 do 255. Mrežne kartice u računalima nemaju IP-adrese, već sklopovsku adresu koju definira tzv. MAC-adrese. Da bi se izvršila pretvorba s MAC-adrese na IP-adresu i obrnuto potreban još jedan sloj. Ovo pretvaranje bi bilo nepraktično ako bi bilo izvršavano na svakom računalu za ovo postoje posebni uređaji. Na svakom segmentu mreže (subnetu) postoji usmjernik (router), koji posjeduje tablicu usmjeravanja. Pakete koji dođu do njega, a cilj im nije na lokalnom mrežnom segmentu on prosljeđuje dalje, a pakete koji su namijenjeni lokalnoj mreži, prosljeđuju se na lokalnu mrežu. Dok ostali uređaji na mreži imaju jedan mrežni adapter (NIC), usmjernik ima barem dva. Jedan je povezan na lokalnu mrežu, a drugi na vanjsku, pa usmjernik pakete koje dobije na lokalnoj mreži a koji su namijenjeni vanjskom svijetu upućuje van, a pakete iz vanjskog svijeta upućene lokalnoj mreži upućuje unutra.

### 4.Transportni sloj
Ovaj sloj vodi računa o paketima koji putuju između dva računala. Primjeri protokola na transportnom sloju su TCP i UDP. Ako se neki paket "zagubi" na putu, TCP će tražiti da se ponovo pošalje, pa je stoga pogodan za razmjenu podataka za koje je integritet podatka na višoj razini od brzine prijenosa. S druge strane UDP nema kontrolu da li se poneki paket zagubio, pa je zgodan za multimedijalne aplikacije, gdje nije toliko bitno da li se zagubi poneki paket, nego je bitna brzina komunikacije.

### 5.Sloj sesije
Bavi se uspostavom veze između krajnjih korisnika, i sinkronizacijom iste. Najlakše ga je objasniti kod videa preko Interneta, gdje ne želimo imati ton bez slike, ili sliku bez tona, ili oboje ali bez sinkronizacije. Za to se brine sloj sesije.

### 6. Prezentacijski sloj
Podaci koji se koriste na raznim računalima se kodiraju na razne načine (ASCII, EBCDIC, little-endian, big-endian), TXT-datoteke na Mac OS-u, Unixu i Windowsima na različite načine označavaju prelazak u novi red. Sve takve konverzije se izvode (ako su implementirane) na prezentacijskom sloju.

### 7. Aplikacijski sloj
Ovaj je sloj OSI modela najbliži korisniku. On pruža mrežne usluge korisničkim
aplikacijama. Od ostalih slojeva OSI modela razlikuje se po tome što ne pruža usluge
drugim slojevima, već samo aplikacijama van OSI modela. Primjeri takvih aplikacija su
programi za obradu teksta, tablica, bankovni terminali i sl. Sedmi sloj uspostavlja i
sinkronizira procedure za prijenos podataka i kontrolu integriteta. Primjeri protokola na ovom 
sloju su: HTTP, FTP, Telenet, SMTP, NNTP i mnogi drugi.